# Junior Wells
Amos Wells Blakemore Jr., mer känd under artistnamnet Junior Wells, född 9 december 1934 i West Memphis, Arkansas, eller i Memphis, Tennessee, död  15 januari 1998 i Chicago, Illinois var en amerikansk bluesmunspelare och sångare. Han är mest känd för sin låt "Messin' with the Kid" först inspelad 1960, albumet Hoodoo Man Blues från 1965, sin tid i Muddy Waters band och det mångåriga samarbetet med gitarristen Buddy Guy.

## Biografi och karriär
Exakt var han föddes är oklart, men han växte upp i West Memphis där han redan i barndomen lärde sig spela munspel av sin något äldre kusin, Junior Parker, och Rice Miller, som senare skulle bli känd som Sonny Boy Williamson II. När han var i tonåren flyttade han med sin frånskilda mor till Chicago, där han började spela på krogar och fester. Han slog sig samman med bröderna Dave och Louis Myers på gitarr och de bildade gruppen the Aces - något senare tillkom även Fred Below på trummor. När Little Walter lämnade Muddy Waters band 1952, lämnade Wells Aces och fyllde luckan efter Walter (som strax engagerade bröderna Myers och Below som sin kompgrupp, the Jukes i stället). 1953 gjorde den 18-årige "junioren" sin första egna skivinspelning, singeln Cut That Out / Eagle Rock och denna följdes av ett antal singlar på diverse småbolag. Hans bäst kända singel var Messing with the Kid på vilken han för ovanlighetens skull inte spelar munspel - på inspelningen den 17 oktober 1960 backas han upp av Earl Hooker (gitarr), Johnny "Big Moose" Walker (piano), Jack Myers (elbas), Fred Below (trummor), Jarrett Gibson (tenorsaax) och Donald Hankins (barytonsax). Den singel (av totalt två) som placerade sig högst på Billboards R&B-lista var Little by Little som nådde 23 plats den 13 juni 1960. 1965 gavs hans första album Hoodoo Man Blues ut och redan på detta medverkar Buddy Guy (dock under pseudonymen "Friendly Chap" - han troddes, felaktigt, vara förhindrad av sitt kontrakt med Chess Records att medverka) - genom åren gav de båda ut ett stort antal gemensamma album och de båda turnerade också tillsammans - vid flera tillfällen i Europa. De har vid flera tillfällen arbetat tillsammans med Rolling Stones (eller någon av gruppens medlemmar) och 1970 gjorde de en europaturné med gruppen. De har även samarbetat med Van Morrison och Eric Clapton.
Wells skrev få låtar själv och även om många inspelningar anger "Wells" som upphovsman är mycket av detta egentligen skrivet av John Lee Williamson (1914-1948),

## Övrigt
Wells "spelade sig själv" i filmen Blues Brothers 2000 och han har även bidragit till musiken i några filmer som, exempelvis, Showtime och Änglarnas stad – Los Angeles.
Hans inspelningar nominerades till en Grammy tre gånger: 1977 (albumet Blues Hit Big Town ), 1996 (albumet Come On In This House) och 1997 (albumet Live At Buddy Guy's Legends). Hoodoo Man Blues valdes in i Grammy Hall of Fame 2008.
Junior Wells valdes in i Blues Hall of Fame 1998.

## Diskografi

### Album
† betecknar att Buddy Guy medverkar. 

- Hoodoo Man Blues † (1965)
- It's My Life, Baby! † (1966)
- Chicago/The Blues/Today!, vol. 1 † (1966)
- You're Tuff Enough (1968)
- Coming at You † (1968)
- Live at the Golden Bear (1969)
- Southside Blues Jam † (1969)
- Buddy and the Juniors † (1970)
- In My Younger Days (1972)
- Buddy Guy & Junior Wells Play the Blues † (1972)
- On Tap (1974)
- Live Recording at Yuhbin-Chokin Hall † (1975)
- Live at Montreux † (1977)
- Blues Hit Big Town (1977)
- Drinkin' TNT 'n' Smokin' Dynamite † (1977)
- Pleading the Blues † (1979)
- Got to Use Your Head (1979)
- The Original Blues Brothers (1983)
- Messin' with the Kid, vol. 1 (1986)
- Universal Rock (1986)
- Chiefly Wells (1986)
- Harp Attack! (1990)
- 1957–1966 (1991)
- Alone & Acoustic † (1991)
- Undisputed Godfather of the Blues (1993)
- Better Off with the Blues † (1993)
- Messin' with the Kid 1957–63 (1995)
- Everybody's Gettin' Some (1995)
- Come On in This House (1996)
- Live at Buddy Guy's Legends (1997)
- Keep on Steppin': The Best of Junior Wells (1998)
- Best of the Vanguard Years (1998)
- Masters (1998)
- Buddy Guy & Junior Wells † (1998)
- Last Time Around: Live at Legends (1998)
- Junior Wells & Friends (1999)
- Every Day I Have the Blues † (2000)
- Calling All Blues (2000)
- Buddy Guy & Junior Wells † (2001)
- Live Around the World: The Best of Junior Wells (2002)
- Live at Theresa's 1975 (2006)
- Vanguard Visionaries: Junior Wells (2007)